# Hans Herlak
Hans Christian Herlak (ur. 4 sierpnia 1881 w Jelling w gminie Vejle, zm. 29 stycznia 1970 w Gentofte) – duński hokeista na trawie.

## Biografia
Urodził się w Jelling jako Hans Christian Jensen. Jego rodzicami byli Jens Peter Jensen i Marie Hansen Kjær z Jelling. W 1910 r. zmienił nazwisko na Herlak a Jensen stało się jednym z jego imion. Reprezentował klub z Kopenhagi. Na letnich igrzyskach olimpijskich w Antwerpii (1920) wraz z drużyną zdobył srebrny medal. Wystąpił w spotkaniach z Wielką Brytanią, Francją i Belgią.